# Kwamu Nana
Kwamu Nana, de son vrai nom, Abunaw Marie Etengeneng, née le 29 mai 1953 à Besongabang et morte le 8 mars 2024 à Buéa, est une avocate camerounaise. Elle est la première femme administratrice générale des prisons du Cameroun.

## Biographie

### Enfance, éducation et débuts
Marie commence son parcours académique à l'université de Benin au Nigeria, où elle obtient une licence en administration publique en 1980,. Elle poursuit ses études à l'Ecole nationale d'administration pénitentiaire de Buea (ENAP),. Elle termine à l'École nationale d'administration et de magistrature (ENAM) de Yaoundé où elle reçoit un diplôme de troisième cycle en Administration pénitentiaire en 1993,.

### Carrière
De 1997 à 2004, elle devient par nomination directrice de l'École nationale d'administration pénitentiaire (ENAP) de Buéa. Fonkem Immaculate la remplace. D'août 2004 à janvier 2007, elle assume le rôle d'Inspecteur Général au Ministère de la Justice chargé de l'Administration Pénitentiaire,,.
Le décret présidentiel du 6 septembre 2006 la nomme membre de la Commission nationale des droits de l'homme et des libertés. Elle exerce ces fonctions de février 2007 à mai 2015, année de sa retraite,.

## Vie privée
Marie est mariée au juge Nana Kwamu, elle est mère de sept enfants.

## Décès
Marie décède le 8 mars 2024 à l'hôpital régional de Buéa,.